# 1457 az irodalomban
Az 1457. év az irodalomban.

## Születések
- 1457 – Sebastian Brant (vagy Brandt) német humanista, szatíraíró († 1521)
- 1457 – Šiško Menčetić horvát költő a Raguzai Köztársaságban († 1527)

## Halálozások
- augusztus 1. – Lorenzo Valla itáliai humanista, irodalmár, filológus, aki műveiben szembeszállt a hagyományok uralmával (* 1507 vagy 1505)